# Nederlands handbalteam (vrouwen)

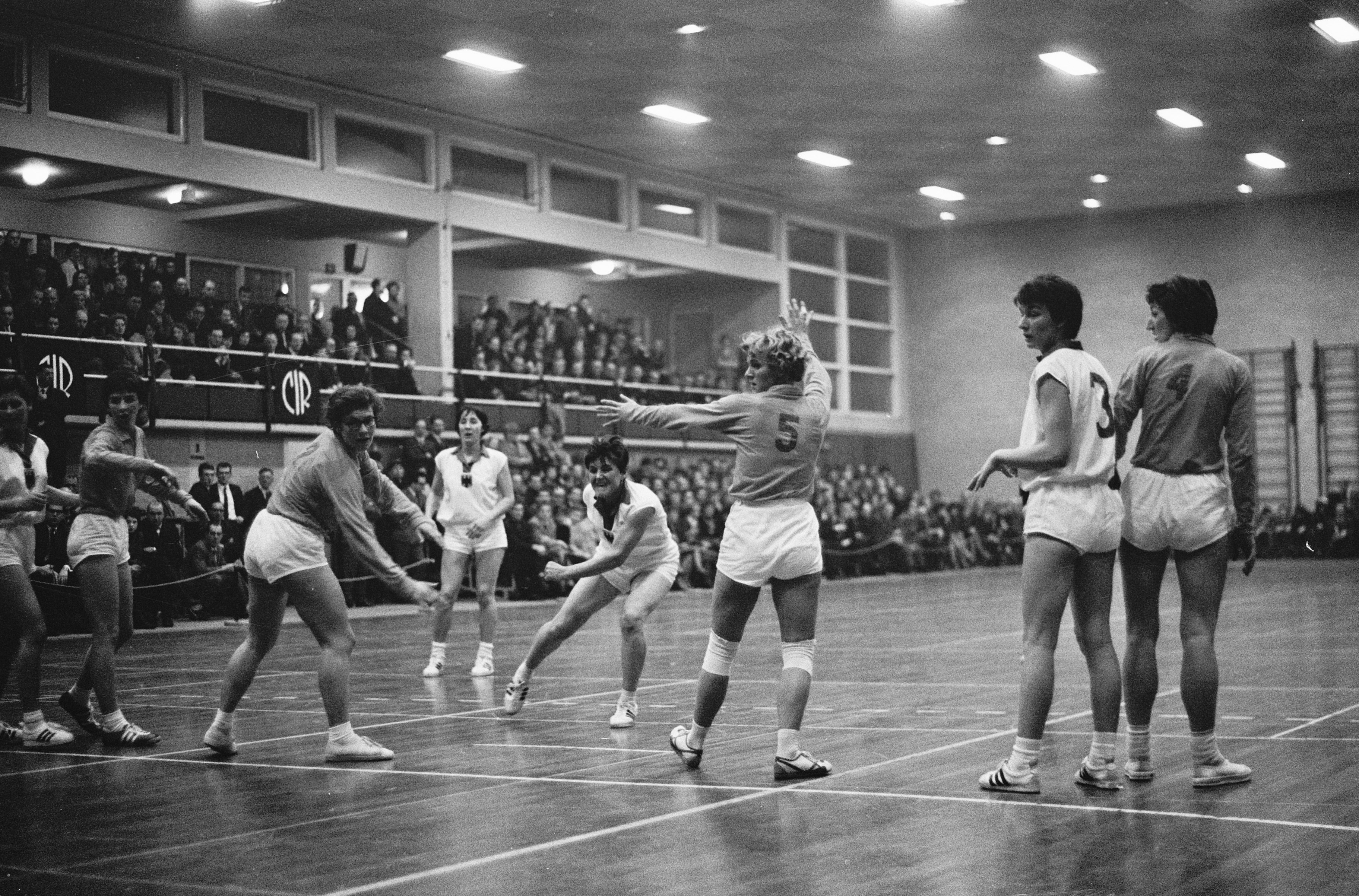
Nederland tegen Duitsland in 1965

Het Nederlands handbalteam vertegenwoordigt het Nederlands Handbal Verbond in internationale handbalwedstrijden voor vrouwen. Het beste resultaat behaalde het team in 2019 toen het wereldkampioen werd.
Het vrouwenteam heeft acht maal deelgenomen aan het Europees kampioenschap. In 1998 werd het team tiende, in 2002 veertiende en in 2006 vijftiende. Op het EK 2010 werd het team achtste en op het EK 2014 plaatste het team zich voor de 5-8e plaats. Op het EK van 2016 behaalde Nederland het zilver en op het EK van 2018 brons. In 2016 (4de) en 2020 (5de) plaatste Oranje zich voor de Olympische Spelen.

## Historie
Het Nederlandse vrouwenteam zou geklasseerd geweest zijn als gastland voor het EK 2012. De organisatie moest evenwel laattijdig uitwijken naar Servië wegens de hoge kosten en onzekere inkomsten voor het Nederlands Handbal Verbond. Nederland was hierdoor ook niet meer geplaatst, en kreeg een zware boete.
Het Nederlandse damesteam kon zich niet plaatsen voor het WK 2009 omdat het in twee kwalificatiewedstrijden van Oekraïne verloor. Beter verliep het in het wereldkampioenschap handbal vrouwen 2011 waar het team wel de eindronde haalde en uiteindelijk vijftiende eindigde. Een vierde plaats in de groepsfases gaf nog toegang tot de achtste finales maar daar botste Nederland op de latere wereldkampioen Noorwegen. Hetzelfde scenario volgde op het wereldkampioenschap handbal vrouwen 2013. In de eindronde haalde het team een vierde plaats in de groepsfase, en kreeg het in de achtste finale de latere wereldkampioen tegen zich, Brazilië.
De doorbraak van het Nederlandse damesteam vond plaats op het wereldkampioenschap van 2015 in Denemarken, waar Nederland voor het eerst in de geschiedenis, de finale om de mondiale titel wist te halen en daar op de tweede plaats te eindigen na een 23-31 verlies tegen wereldkampioen Noorwegen.
In 2016 werd het tweede grote succes geboekt door deelname aan de Olympische Spelen van 2016 in Rio de Janeiro af te dwingen. In een Olympisch kwalificatietoernooi in het Franse Metz werden respectievelijk Tunesië, Japan en gastland Frankrijk verslagen waardoor, opnieuw voor het eerst in de geschiedenis, deelgenomen mocht worden aan de Olympische Spelen. Hier werd de vierde plaats behaald na een ontluisterende 26-36 nederlaag in de 'kleine' finale om het brons tegen wederom Noorwegen. In de halve finale had Nederland nog met een doelpunt verschil verloren van Frankrijk. Het goud was voor Rusland dat met 19-22 zegevierde over Frankrijk.
Enkele maanden later, op het Europees kampioenschap van 2016 in Zweden, werd het derde succes in een jaar tijd geboekt. Opnieuw bereikte Nederland, wederom voor het eerst in de geschiedenis, de finale, waarin na een zinderende wedstrijd andermaal gebogen moest worden voor wereld- en Europees kampioen Noorwegen. Ditmaal met het kleinst mogelijke verschil: 29-30
Op het wereldkampioenschap van 2017 in Duitsland behaalde het Nederlands vrouwenteam de derde plek door in de troostfinale Zweden te verslaan met 24-21. Op het Europees kampioenschap van 2018 in Frankrijk belandde het Nederlandse vrouwenteam wederom op het podium met een derde plek. In de troostfinale werd Roemenië verslagen met 24-20. In deze wedstrijd was Nederland vooral in verdedigend opzicht ijzersterk. Roemenië wist slechts 33% van de aanvallen succesvol af te ronden. 
Op het wereldkampioenschap van 2019 in Japan behaalde het Nederlandse vrouwenteam haar grootste succes uit de geschiedenis door wereldkampioen te worden. In een bloedstollende finale werd Spanje verslagen met 30-29. Een bloedstollende ontknoping volgde. Iets meer dan een halve minuut voor het einde verloor Nederland de bal en mocht Spanje de tijd uitspelen en op jacht gaan naar de winnende treffer. Het was Tess Wester die Nederland redde met een geweldige save, waarna Hernandez rood kreeg vanwege het hinderen van Wester bij het uitgooien. Daarop kreeg Nederland aan de andere kant, met nog zes seconden op de klok, een strafworp. Die kans benutte Lois Abbingh koelbloedig. In de halve finale had Nederland, olympisch kampioen Rusland reeds verslagen met 33-32, het is Laura van der Heijden die het laatste doelpunt maakte in een ware thriller.
Voor de Olympische Spelen 2020 in Japan was Nederland als regerend wereldkampioen rechtstreeks gekwalificeerd. De tweede Spelen op rij leverden opnieuw geen medaille op. Oranje verloor in de groepsfase alleen nipt van Noorwegen (29-27) en ging als nummer twee door naar de kwartfinale. Daarin werd het team door de latere winnaar Frankrijk met 32-22 overklast. Na driemaal op rij het WK-podium te hebben gehaald, werd Oranje op het wereldkampioenschap van 2021 in Spanje in de tweede groepsfase uitgeschakeld en eindigde als negende.

## Resultaten

### Olympische Spelen
| Olympische Spelen | Olympische Spelen   | Olympische Spelen   | Olympische Spelen   | Olympische Spelen   | Olympische Spelen   | Olympische Spelen   | Olympische Spelen   | Olympische Spelen   |
| Jaar (teams)      | Resultaat           | Wed                 | W                   | G                   | V                   | DV                  | DT                  | DS                  |
| ----------------- | ------------------- | ------------------- | ------------------- | ------------------- | ------------------- | ------------------- | ------------------- | ------------------- |
| 1976 (6)          | Niet gekwalificeerd | Niet gekwalificeerd | Niet gekwalificeerd | Niet gekwalificeerd | Niet gekwalificeerd | Niet gekwalificeerd | Niet gekwalificeerd | Niet gekwalificeerd |
| 1980 (6)          | Niet gekwalificeerd | Niet gekwalificeerd | Niet gekwalificeerd | Niet gekwalificeerd | Niet gekwalificeerd | Niet gekwalificeerd | Niet gekwalificeerd | Niet gekwalificeerd |
| 1984 (6)          | Niet gekwalificeerd | Niet gekwalificeerd | Niet gekwalificeerd | Niet gekwalificeerd | Niet gekwalificeerd | Niet gekwalificeerd | Niet gekwalificeerd | Niet gekwalificeerd |
| 1988 (8)          | Niet gekwalificeerd | Niet gekwalificeerd | Niet gekwalificeerd | Niet gekwalificeerd | Niet gekwalificeerd | Niet gekwalificeerd | Niet gekwalificeerd | Niet gekwalificeerd |
| 1992 (8)          | Niet gekwalificeerd | Niet gekwalificeerd | Niet gekwalificeerd | Niet gekwalificeerd | Niet gekwalificeerd | Niet gekwalificeerd | Niet gekwalificeerd | Niet gekwalificeerd |
| 1996 (8)          | Niet gekwalificeerd | Niet gekwalificeerd | Niet gekwalificeerd | Niet gekwalificeerd | Niet gekwalificeerd | Niet gekwalificeerd | Niet gekwalificeerd | Niet gekwalificeerd |
| 2000 (10)         | Niet gekwalificeerd | Niet gekwalificeerd | Niet gekwalificeerd | Niet gekwalificeerd | Niet gekwalificeerd | Niet gekwalificeerd | Niet gekwalificeerd | Niet gekwalificeerd |
| 2004 (10)         | Niet gekwalificeerd | Niet gekwalificeerd | Niet gekwalificeerd | Niet gekwalificeerd | Niet gekwalificeerd | Niet gekwalificeerd | Niet gekwalificeerd | Niet gekwalificeerd |
| 2008 (12)         | Niet gekwalificeerd | Niet gekwalificeerd | Niet gekwalificeerd | Niet gekwalificeerd | Niet gekwalificeerd | Niet gekwalificeerd | Niet gekwalificeerd | Niet gekwalificeerd |
| 2012 (12)         | Niet gekwalificeerd | Niet gekwalificeerd | Niet gekwalificeerd | Niet gekwalificeerd | Niet gekwalificeerd | Niet gekwalificeerd | Niet gekwalificeerd | Niet gekwalificeerd |
| 2016 (12)         | 4de                 | 8                   | 2                   | 2                   | 4                   | 216                 | 218                 | −2                  |
| 2020 (12)         | 5de                 | 6                   | 4                   | 0                   | 2                   | 191                 | 175                 | +16                 |
| 2024 (12)         | 5de                 | 6                   | 4                   | 0                   | 2                   | 177                 | 166                 | +11                 |
| 2028 (12)         |                     |                     |                     |                     |                     |                     |                     |                     |
| Totaal            | 3/12                | 20                  | 10                  | 2                   | 8                   | 584                 | 559                 | +25                 |

 Kampioenen   Runners-up   Derde plaats   Vierde plaats

### Wereldkampioenschap
Inclusief de eerste deelname in 1971 heeft Nederland dertien keer deelgenomen aan de wereldkampioenschappen.
| Wereldkampioenschap | Wereldkampioenschap               | Wereldkampioenschap               | Wereldkampioenschap               | Wereldkampioenschap               | Wereldkampioenschap               | Wereldkampioenschap               | Wereldkampioenschap               | Wereldkampioenschap               |
| Jaar                | Resultaat                         | Wed                               | W                                 | G                                 | V                                 | DV                                | DT                                | DS                                |
| ------------------- | --------------------------------- | --------------------------------- | --------------------------------- | --------------------------------- | --------------------------------- | --------------------------------- | --------------------------------- | --------------------------------- |
| 1957                | Niet gekwalificeerd               | Niet gekwalificeerd               | Niet gekwalificeerd               | Niet gekwalificeerd               | Niet gekwalificeerd               | Niet gekwalificeerd               | Niet gekwalificeerd               | Niet gekwalificeerd               |
| 1962                | Niet deelgenomen aan kwalificatie | Niet deelgenomen aan kwalificatie | Niet deelgenomen aan kwalificatie | Niet deelgenomen aan kwalificatie | Niet deelgenomen aan kwalificatie | Niet deelgenomen aan kwalificatie | Niet deelgenomen aan kwalificatie | Niet deelgenomen aan kwalificatie |
| 1965                | Niet gekwalificeerd               | Niet gekwalificeerd               | Niet gekwalificeerd               | Niet gekwalificeerd               | Niet gekwalificeerd               | Niet gekwalificeerd               | Niet gekwalificeerd               | Niet gekwalificeerd               |
| 1971                | 8ste                              | 4                                 | 1                                 | 0                                 | 3                                 | 31                                | 46                                | −15                               |
| 1973                | 12de                              | 5                                 | 0                                 | 0                                 | 5                                 | 33                                | 81                                | −48                               |
| 1975                | Niet gekwalificeerd               | Niet gekwalificeerd               | Niet gekwalificeerd               | Niet gekwalificeerd               | Niet gekwalificeerd               | Niet gekwalificeerd               | Niet gekwalificeerd               | Niet gekwalificeerd               |
| 1978                | 9de                               | 5                                 | 1                                 | 0                                 | 4                                 | 87                                | 97                                | −10                               |
| 1982                | Niet gekwalificeerd               | Niet gekwalificeerd               | Niet gekwalificeerd               | Niet gekwalificeerd               | Niet gekwalificeerd               | Niet gekwalificeerd               | Niet gekwalificeerd               | Niet gekwalificeerd               |
| 1986                | 10de                              | 7                                 | 2                                 | 0                                 | 5                                 | 127                               | 163                               | −36                               |
| 1990                | Niet gekwalificeerd               | Niet gekwalificeerd               | Niet gekwalificeerd               | Niet gekwalificeerd               | Niet gekwalificeerd               | Niet gekwalificeerd               | Niet gekwalificeerd               | Niet gekwalificeerd               |
| 1993                | Niet gekwalificeerd               | Niet gekwalificeerd               | Niet gekwalificeerd               | Niet gekwalificeerd               | Niet gekwalificeerd               | Niet gekwalificeerd               | Niet gekwalificeerd               | Niet gekwalificeerd               |
| 1995                | Niet gekwalificeerd               | Niet gekwalificeerd               | Niet gekwalificeerd               | Niet gekwalificeerd               | Niet gekwalificeerd               | Niet gekwalificeerd               | Niet gekwalificeerd               | Niet gekwalificeerd               |
| 1997                | Niet gekwalificeerd               | Niet gekwalificeerd               | Niet gekwalificeerd               | Niet gekwalificeerd               | Niet gekwalificeerd               | Niet gekwalificeerd               | Niet gekwalificeerd               | Niet gekwalificeerd               |
| 1999                | 10de                              | 6                                 | 4                                 | 0                                 | 2                                 | 140                               | 127                               | +13                               |
| 2001                | 16de                              | 6                                 | 1                                 | 1                                 | 4                                 | 138                               | 144                               | −6                                |
| 2003                | Niet gekwalificeerd               | Niet gekwalificeerd               | Niet gekwalificeerd               | Niet gekwalificeerd               | Niet gekwalificeerd               | Niet gekwalificeerd               | Niet gekwalificeerd               | Niet gekwalificeerd               |
| 2005                | 5de                               | 9                                 | 6                                 | 1                                 | 2                                 | 262                               | 242                               | +20                               |
| 2007                | Niet gekwalificeerd               | Niet gekwalificeerd               | Niet gekwalificeerd               | Niet gekwalificeerd               | Niet gekwalificeerd               | Niet gekwalificeerd               | Niet gekwalificeerd               | Niet gekwalificeerd               |
| 2009                | Niet gekwalificeerd               | Niet gekwalificeerd               | Niet gekwalificeerd               | Niet gekwalificeerd               | Niet gekwalificeerd               | Niet gekwalificeerd               | Niet gekwalificeerd               | Niet gekwalificeerd               |
| 2011                | 15de                              | 6                                 | 2                                 | 0                                 | 4                                 | 186                               | 176                               | +10                               |
| 2013                | 13de                              | 6                                 | 2                                 | 0                                 | 4                                 | 170                               | 150                               | +20                               |
| 2015                | 2de                               | 9                                 | 7                                 | 1                                 | 1                                 | 298                               | 217                               | +81                               |
| 2017                | 3de                               | 9                                 | 6                                 | 1                                 | 2                                 | 252                               | 214                               | +38                               |
| 2019                | 1ste                              | 10                                | 7                                 | 0                                 | 3                                 | 328                               | 280                               | +48                               |
| 2021                | 9de                               | 6                                 | 4                                 | 1                                 | 1                                 | 270                               | 145                               | +125                              |
| 2023                | 5de                               | 9                                 | 8                                 | 0                                 | 1                                 | 289                               | 216                               | +83                               |
| 2025                | Gekwalificeerd als gastland       | Gekwalificeerd als gastland       | Gekwalificeerd als gastland       | Gekwalificeerd als gastland       | Gekwalificeerd als gastland       | Gekwalificeerd als gastland       | Gekwalificeerd als gastland       | Gekwalificeerd als gastland       |
| 2027                |                                   |                                   |                                   |                                   |                                   |                                   |                                   |                                   |
| Totaal              | 14/26                             | 97                                | 51                                | 5                                 | 41                                | 2621                              | 2298                              | +323                              |

 Kampioenen   Runners-up   Derde plaats   Vierde plaats

### Europese kampioenschap
Sinds hun eerste deelname in 1998 heeft Nederland acht keer deelgenomen aan de
Europese kampioenschappen.
| Europees kampioenschap | Europees kampioenschap | Europees kampioenschap | Europees kampioenschap | Europees kampioenschap | Europees kampioenschap | Europees kampioenschap | Europees kampioenschap | Europees kampioenschap | Europees kampioenschap |
| Jaar (teams)           | Resultaat              | Wed                    | W                      | G                      | V                      | DV                     | DT                     | DS                     | Kwal                   |
| ---------------------- | ---------------------- | ---------------------- | ---------------------- | ---------------------- | ---------------------- | ---------------------- | ---------------------- | ---------------------- | ---------------------- |
| 1994 (12)              | Niet gekwalificeerd    | Niet gekwalificeerd    | Niet gekwalificeerd    | Niet gekwalificeerd    | Niet gekwalificeerd    | Niet gekwalificeerd    | Niet gekwalificeerd    | Niet gekwalificeerd    | Niet gekwalificeerd    |
| 1996 (12)              | Niet gekwalificeerd    | Niet gekwalificeerd    | Niet gekwalificeerd    | Niet gekwalificeerd    | Niet gekwalificeerd    | Niet gekwalificeerd    | Niet gekwalificeerd    | Niet gekwalificeerd    | Niet gekwalificeerd    |
| 1998 (12)              | 10de                   | 6                      | 1                      | 0                      | 5                      | 126                    | 153                    | −27                    | (Gastland)             |
| 2000 (12)              | Niet gekwalificeerd    | Niet gekwalificeerd    | Niet gekwalificeerd    | Niet gekwalificeerd    | Niet gekwalificeerd    | Niet gekwalificeerd    | Niet gekwalificeerd    | Niet gekwalificeerd    | Niet gekwalificeerd    |
| 2002 (16)              | 14de                   | 3                      | 0                      | 0                      | 3                      | 73                     | 80                     | −7                     | (Kwal.)                |
| 2004 (16)              | Niet gekwalificeerd    | Niet gekwalificeerd    | Niet gekwalificeerd    | Niet gekwalificeerd    | Niet gekwalificeerd    | Niet gekwalificeerd    | Niet gekwalificeerd    | Niet gekwalificeerd    | Niet gekwalificeerd    |
| 2006 (16)              | 15de                   | 3                      | 0                      | 0                      | 3                      | 65                     | 84                     | −19                    | (Kwal.)                |
| 2008 (16)              | Niet gekwalificeerd    | Niet gekwalificeerd    | Niet gekwalificeerd    | Niet gekwalificeerd    | Niet gekwalificeerd    | Niet gekwalificeerd    | Niet gekwalificeerd    | Niet gekwalificeerd    | Niet gekwalificeerd    |
| 2010 (16)              | 8ste                   | 6                      | 2                      | 0                      | 4                      | 131                    | 145                    | −14                    | (Kwal.)                |
| 2012 (16)              | Uitgesloten            | Uitgesloten            | Uitgesloten            | Uitgesloten            | Uitgesloten            | Uitgesloten            | Uitgesloten            | Uitgesloten            | (Gastland)             |
| 2014 (16)              | 7de                    | 6                      | 2                      | 1                      | 3                      | 161                    | 158                    | +3                     | (Kwal.)                |
| 2016 (16)              | 2de                    | 8                      | 6                      | 0                      | 2                      | 227                    | 201                    | +26                    | (Kwal.)                |
| 2018 (16)              | 3de                    | 8                      | 6                      | 0                      | 2                      | 207                    | 196                    | +11                    | (Kwal.)                |
| 2020 (16)              | 6de                    | 7                      | 3                      | 0                      | 4                      | 193                    | 196                    | −3                     | (Kwal.)                |
| 2022 (16)              | 6de                    | 7                      | 3                      | 1                      | 3                      | 214                    | 195                    | +19                    | (Kwal.)                |
| 2024 (24)              |                        |                        |                        |                        |                        |                        |                        |                        |                        |
| Totaal                 | 9/15                   | 54                     | 23                     | 2                      | 29                     | 1.392                  | 1.408                  | −16                    |                        |

 Kampioenen   Runners-up   Derde plaats   Vierde plaats

### Overige toernooien
- Zeslandentoernooi Spanje 2010: 4e plaats (tegenstanders: Spanje, Montenegro, Rusland, Brazilië)[7]
- Holland Handbal Toernooi 2006: 5e plaats
- Carpathian Trophy 2004: 3e plaats
- E-Boks Challenge toernooi Denemarken 2001: 4e plaats (tegenstanders: Frankrijk, Denemarken en Duitsland)[8]
- Holland Handbal Toernooi 2001: 3e plaats (tegenstanders: Noorwegen, Denemarken, Portugal, Zweden en Italië)[8]
- Holland Handbal Toernooi 2000: 2e plaats (tegenstanders: Duitsland, Roemenië, Zweden, Tsjechië en Kroatië)[8]
- Wereldkampioenschap handbal vrouwen B 1992: 7e plaats
- Wereldkampioenschap handbal vrouwen C 1991: 2e plaats
- Wereldkampioenschap handbal vrouwen B 1989: 12e plaats
- Wereldkampioenschap handbal vrouwen C 1988: 4e plaats
- Wereldkampioenschap handbal vrouwen B 1987: 13e plaats
- Wereldkampioenschap handbal vrouwen B 1983: 12e plaats
- Wereldkampioenschap handbal vrouwen B 1981: 9e plaats
- Wereldkampioenschap handbal vrouwen B 1977: 5e plaats
- Wereldkampioenschap veldhandbal vrouwen 1960: 4e plaats[9]

## Team

### Huidige selectie
Update: 10 april 2024
Hoofdcoach:  Per Johansson

Assistent-coach:  Ricardo Clarijs

Keepers-coach:  Daniel Larsson
| Nr.           | Naam                   | Geboortedatum | Lengte | Interlands | Goals  | Huidige club            |
| Keeper        | Keeper                 | Keeper        | Keeper | Keeper     | Keeper | Keeper                  |
| ------------- | ---------------------- | ------------- | ------ | ---------- | ------ | ----------------------- |
| 30            | Rinka Duijndam         | 06-08-1997    | 1,78 m | 75         | 1      | Györi Audi ETO KC       |
| 33            | Tess Lieder            | 19-05-1993    | 1,78 m | 148        | 12     | Borussia Dortmund       |
| 38            | Yara ten Holte         | 23-11-1999    | 1,75 m | 40         | 4      | Odense Håndbold         |
| Linkerhoek    |                        |               |        |            |        |                         |
| 12            | Bo van Wetering        | 05-10-1999    | 1,72 m | 79         | 257    | Odense Håndbold         |
| 22            | Zoë Sprengers          | 19-01-2000    | 1,66 m | 41         | 66     | Borussia Dortmund       |
| Linkeropbouw  |                        |               |        |            |        |                         |
| 8             | Lois Abbingh           | 13-08-1992    | 1,77 m | 199        | 836    | Vipers Kristiansand     |
| 17            | Kim Molenaar           | 28-04-2002    | 1,77 m | 19         | 16     | København Håndbold      |
| 18            | Kelly Dulfer           | 21-03-1994    | 1,86 m | 175        | 284    | SG BBM Bietigheim       |
| Middenopbouw  |                        |               |        |            |        |                         |
| 9             | Larissa Nüsser         | 08-02-2000    | 1,75 m | 61         | 98     | Odense Håndbold         |
| 20            | Inger Smits            | 17-09-1994    | 1,79 m | 89         | 156    | SG BBM Bietigheim       |
| 79            | Estavana Polman        | 05-08-1992    | 1,74 m | 177        | 613    | CS Rapid Bucuresti      |
| Cirkelspeler  |                        |               |        |            |        |                         |
| 16            | Tamara Haggerty        | 29-04-1996    | 1,78 m | 17         | 17     | DVSC Schaeffler         |
| 19            | Merel Freriks          | 06-01-1998    | 1,75 m | 82         | 135    | Brest Bretagne          |
| 44            | Nikita van der Vliet   | 14-03-2000    | 1,71 m | 38         | 58     | Odense Håndbold         |
| Rechteropbouw |                        |               |        |            |        |                         |
| 6             | Laura van der Heijden  | 27-06-1990    | 1,72 m | 272        | 833    | Chambray Touraine       |
| 48            | Dione Housheer         | 26-09-1999    | 1,79 m | 80         | 218    | Odense Håndbold         |
| Rechterhoek   |                        |               |        |            |        |                         |
| 26            | Angela Malestein       | 31-01-1993    | 1,73 m | 199        | 571    | FTC-Rail Cargo Hungaria |
| 46            | Nathalie Hendrikse     | 04-04-1995    | 1,68 m | 2          | 2      | Thüringer HC            |
|               |                        |               |        |            |        |                         |
| Reserves      |                        |               |        |            |        |                         |
| Keepers       |                        |               |        |            |        |                         |
| 1             | Nikki van der Vorst    | 20-06-2006    | 1,79 m | 1          | 0      | Otto WF/VOC Amsterdam   |
| 2             | Bianca Schanssema      | 06-01-2005    | 1,90 m | 3          | 0      | København Håndbold      |
| 3             | Claudia Rompen         | 21-01-1997    | 1,76 m | 3          | 0      | Viborg HK               |
| Veldspelers   |                        |               |        |            |        |                         |
| 4             | Alieke van Maurik (RO) | 11-05-2005    | 1,81 m | 3          | 8      | Otto WF/VOC Amsterdam   |
| 11            | Pipy Wolfs (CS)        | 26-04-2002    | 1,73 m | 16         | 6      | CB Elche                |
| 13            | Yvette Broch (CS)      | 23-12-1990    | 1,85 m | 129        | 319    | Györi Audi ETO KC       |
| 21            | Daphne Luchies (MO)    | 23-05-2004    | 1,65 m | 3          | 4      | Otto WF/VOC Amsterdam   |
| 23            | Loïs van Vliet (LH)    | 15-08-2005    | 1,76 m | 5          | 13     | Otto WF/VOC Amsterdam   |
| 31            | Kelly Vollebregt (RH)  | 01-01-1995    | 1,65 m | 33         | 62     | Neptunes de Nantes      |
| 42            | Harma van Kreij (LO)   | 11-11-1993    | 1,72 m | 18         | 11     | Borussia Dortmund       |

### Voorgaande selecties
2024 - Europese kampioenschappen

6: Laura van der Heijden ·
8: Lois Abbingh ·
9: Larissa Nüsser ·
10: Isa Ternede ·
12: Bo van Wetering ·
14: Judith van der Helm ·
16: Tamara Haggerty ·
19: Merel Freriks ·
20: Inger Smits ·
22: Zoë Sprengers ·
24: Romée Maarschalkerweerd · 26: Angela Malestein · 29: Sarah Dekker · 30: Rinka Duijndam · 38: Yara ten Holte · 48: Dione Housheer · Coach:  Henrik Signell
2024 - Olympische Spelen

6: Laura van der Heijden ·
8: Lois Abbingh ·
9: Larissa Nüsser ·
12: Bo van Wetering ·
14: Judith van der Helm ·
16: Tamara Haggerty ·
17: Kim Molenaar ·
18: Kelly Dulfer ·
26: Angela Malestein ·
30: Rinka Duijndam ·
38: Yara ten Holte · 44: Nikita van der Vliet · 48: Dione Housheer · 79: Estavana Polman · Reserve(s): : Nathalie Hendrikse · : Bianca Schanssema · Coach:  Per Johansson
2022 - Europese kampioenschappen

6: Laura van der Heijden ·
7: Debbie Bont ·
11: Pipy Wolfs ·
12: Bo van Wetering ·
18: Kelly Dulfer ·
19: Merel Freriks ·
20: Inger Smits ·
22: Zoë Sprengers ·
26: Angela Malestein ·
28: Nikita van der Vliet ·
30: Rinka Duijndam · 31: Kelly Vollebregt · 38: Yara ten Holte · 42: Harma van Kreij · 44: Maxime Struijs · 48: Dione Housheer · 79: Estavana Polman · : Kim Molenaar · Coach:  Per Johansson
2021 - Wereldkampioenschappen (9e plaats)

6: Laura van der Heijden ·
7: Debbie Bont ·
8: Lois Abbingh ·
9: Larissa Nüsser ·
10: Danick Snelder ·
11: Lynn Knippenborg ·
12: Bo van Wetering ·
18: Kelly Dulfer ·
19: Merel Freriks ·
20: Inger Smits ·
22: Zoë Sprengers · 26: Angela Malestein · 30: Rinka Duijndam · 31: Kelly Vollebregt · 33: Tess Wester · 38: Yara ten Holte · 48: Dione Housheer · 79: Estavana Polman · Coach: Monique Tijsterman
2021 - Olympische Spelen (5e plaats)

6: Laura van der Heijden ·
7: Debbie Bont ·
8: Lois Abbingh ·
10: Danick Snelder ·
12: Bo van Wetering ·
17: Nycke Groot ·
18: Kelly Dulfer ·
19: Merel Freriks ·
20: Inger Smits ·
24: Martine Smeets ·
26: Angela Malestein · 30: Rinka Duijndam · 33: Tess Wester · 48: Dione Housheer · Reserve(s): 9: Larissa Nüsser · 38: Yara ten Holte · 31: Kelly Vollebregt · Coach:  Emmanuel Mayonnade
2020 - Europese kampioenschappen (6e plaats)

5: Jessy Kramer ·
6: Laura van der Heijden ·
7: Debbie Bont ·
8: Lois Abbingh ·
9: Larissa Nüsser ·
10: Danick Snelder ·
12: Bo van Wetering ·
18: Kelly Dulfer ·
19: Merel Freriks ·
20: Inger Smits ·
24: Martine Smeets · 26: Angela Malestein · 28: Nikita van der Vliet · 30: Rinka Duijndam · 33: Tess Wester · 41: Annick Lipman · 42: Harma van Kreij · 48: Dione Housheer · Coach:  Emmanuel Mayonnade
2019 - Wereldkampioenschappen (1e plaats)

5: Jessy Kramer ·
6: Laura van der Heijden ·
7: Debbie Bont ·
8: Lois Abbingh ·
9: Larissa Nüsser ·
10: Danick Snelder ·
12: Bo van Wetering ·
14: Delaila Amega ·
18: Kelly Dulfer ·
19: Merel Freriks ·
20: Inger Smits · 24: Martine Smeets · 26: Angela Malestein · 30: Rinka Duijndam · 33: Tess Wester · 41: Annick Lipman · 48: Dione Housheer · 79: Estavana Polman · Coach:  Emmanuel Mayonnade
2018 - Europese kampioenschappen (3e plaats)

5: Jessy Kramer ·
6: Laura van der Heijden ·
7: Debbie Bont ·
8: Lois Abbingh ·
11: Lynn Knippenborg ·
14: Delaila Amega ·
15: Maura Visser ·
17: Nycke Groot ·
18: Kelly Dulfer ·
19: Merel Freriks ·
20: Inger Smits · 24: Martine Smeets · 25: Charris Rozemalen · 26: Angela Malestein · 27: Dione Housheer · 30: Rinka Duijndam · 33: Tess Wester · 79: Estavana Polman · Coach:  Helle Thomsen
2017 - Wereldkampioenschappen (3e plaats)

4: Angela Steenbakkers ·
5: Jessy Kramer ·
6: Laura van der Heijden ·
7: Debbie Bont ·
8: Lois Abbingh ·
10: Danick Snelder ·
11: Lynn Knippenborg ·
13: Yvette Broch ·
17: Nycke Groot ·
18: Kelly Dulfer ·
23: Jasmina Janković · 24: Martine Smeets · 25: Charris Rozemalen · 26: Angela Malestein · 28: Pearl van der Wissel · 33: Tess Wester · 79: Estavana Polman · Coach:  Helle Thomsen
2016 - Europese kampioenschappen (2e plaats)

5: Jessy Kramer ·
6: Laura van der Heijden ·
7: Debbie Bont ·
8: Lois Abbingh ·
9: Sanne van Olphen ·
10: Danick Snelder ·
11: Lynn Knippenborg ·
13: Yvette Broch ·
15: Maura Visser ·
17: Nycke Groot ·
18: Kelly Dulfer · 21: Michelle Goos · 23: Jasmina Janković · 26: Angela Malestein · 33: Tess Wester · 79: Estavana Polman · Coach: Helle Thomsen
2016 - Olympische Spelen (4e plaats)

5: Jessy Kramer ·
6: Laura van der Heijden ·
8: Lois Abbingh ·
9: Sanne van Olphen ·
10: Danick Snelder ·
13: Yvette Broch ·
17: Nycke Groot ·
18: Kelly Dulfer ·
21: Michelle Goos ·
23: Jasmina Janković ·
24: Martine Smeets · 26: Angela Malestein · 30: Jurswailly Luciano · 33: Tess Wester · 79: Estavana Polman · Coach: Henk Groener
2015 - Wereldkampioenschappen (2e plaats)

1: Marieke van der Wal ·
5: Jessy Kramer ·
6: Laura van der Heijden ·
7: Debbie Bont ·
8: Lois Abbingh ·
9: Sanne van Olphen ·
10: Danick Snelder ·
11: Lynn Knippenborg ·
13: Yvette Broch ·
17: Nycke Groot ·
18: Kelly Dulfer · 21: Michelle Goos · 24: Martine Smeets · 26: Angela Malestein · 29: Sanne Hoekstra · 33: Tess Wester · 79: Estavana Polman · Coach: Henk Groener
2014 - Europese kampioenschappen (7e plaats)

2: Tess Wester ·
5: Jessy Kramer ·
6: Laura van der Heijden ·
7: Debbie Bont ·
9: Sanne van Olphen ·
10: Danick Snelder ·
11: Lynn Knippenborg ·
13: Yvette Broch ·
17: Nycke Groot ·
18: Kelly Dulfer ·
21: Michelle Goos · 22: Esther Schop · 23: Jasmina Janković · 24: Martine Smeets · 30: Jurswailly Luciano · 79: Estavana Polman · Coach: Henk Groener
2013 - Wereldkampioenschappen (13e plaats)

1: Marieke van der Wal ·
4: Sharina van Dort ·
5: Jessy Kramer ·
6: Laura van der Heijden ·
7: Debbie Bont ·
8: Lois Abbingh ·
9: Sanne van Olphen ·
10: Danick Snelder ·
11: Lynn Knippenborg ·
12: Fabienne Logtenberg ·
13: Yvette Broch · 17: Nycke Groot · 18: Kelly Dulfer · 23: Jasmina Janković · 24: Martine Smeets · 30: Jurswailly Luciano · 79: Estavana Polman · Coach: Henk Groener
2011 - Wereldkampioenschappen (15e plaats)

1: Marieke van der Wal ·
2: Ingeborg Roelofs ·
5: Jessy Kramer ·
6: Laura van der Heijden ·
7: Debbie Bont ·
8: Lois Abbingh ·
9: Joyce Hilster ·
10: Danick Snelder ·
12: Diane Lamein ·
13: Yvette Broch ·
14: Willemijn Karsten · 15: Maura Visser · 19: Pearl van der Wissel · 20: Roxanne Bovenberg · 26: Angela Malestein · 79: Estavana Polman · 88: Mandy Burrekers · Coach: Henk Groener
2010 - Europese kampioenschappen (8e plaats)

1: Marieke van der Wal ·
2: Ingeborg Roelofs ·
6: Laura van der Heijden ·
7: Debbie Bont ·
8: Lois Abbingh ·
9: Marcella Deen ·
10: Danick Snelder ·
11: Miranda Robben ·
12: Diane Lamein ·
13: Joyce Hilster ·
14: Willemijn Karsten · 15: Maura Visser · 17: Nycke Groot · 19: Pearl van der Wissel · 26: Angela Malestein · 27: Debbie Klijn · Coach: Henk Groener
2005 - Wereldkampioenschappen (5e plaats)

1: Marieke van der Wal ·
2: Jokelyn Tienstra ·
3: Debbie Klijn ·
4: Diane Roelofsen ·
5: Saskia Mulder ·
7: Evelien van der Koelen ·
7: Miranda Robben ·
9: Joyce Hilster ·
10: Arjenne Paap ·
11: Andrea Groot ·
12: Diane Lamein · 13: Natasja Burgers · 15: Maura Visser · 17: Irina Pusic · 18: Silvia Hofman · 19: Pearl van der Wissel · Coach: Sjors Röttger
2001 - Wereldkampioenschappen (14e plaats)

1: Marieke van der Wal ·
2: Jokelyn Tienstra ·
3: Ilja Vlietstra ·
4: Diane Roelofsen ·
5: Saskia Mulder ·
6: Monique Feijen ·
7: Ana Razdorov ·
8: Maaike Turnhout ·
11: Nicole Heuwekemeijer ·
12: Diane Lamein ·
13: Natasja Burgers · 14: Olga Assink · 16: Elly An de Boer · 17: Irina Pusic · 18: Hellas Hofman · 19: Pearl van der Wissel · Coach: Bert Bouwer
1999 - Wereldkampioenschappen (10e plaats)

: Jokelyn Tienstra ·
: Diane Ordelmans ·
: Saskia Mulder ·
: Monique Feijen ·
: Ana Razdorov ·
: Nicole Heuwekemeijer ·
: Natasja Burgers ·
: Olga Assink ·
: Elly An de Boer ·
: Pearl van der Wissel ·
: Irina Pusic · Coach: Bert Bouwer
1986 - Wereldkampioenschappen (10e plaats)

: Carla ten Velde ·
: Laura Robben ·
: Karina Bruins ·
: Hanneke van Eijl ·
: Carla Kleintjes ·
: Nicole van Thor ·
: Cecile Leenen ·
: Monique Geitz ·
: Ursela Dekeling ·
: Petra Jordens ·
: Mieke Leenen · : Wendy Kerssens · : Esther Hageman · : Inge Tulp · Coach:  Jan Kecskeméthy
1983 - Wereldkampioenschappen B (12e plaats)

: Carla ten Velde ·
: Laura Robben ·
: Karin Bruins ·
: Saskia Vriends ·
: Patricia Cup ·
: Wanda Bom ·
: Hannie de Kok ·
: Anja Vink ·
: Ursela Dekeling ·
: Corrie Schilder ·
: Carla Kleintjes · : Ceciel Leenen · : Christa van de Vorstenbosch · : Diana Niemandsverdriet · Coach:  Jan Kecskeméthy
1978 - Wereldkampioenschappen (9e plaats)

: Jennie Rogge ·
: Hannie de Kok ·
: Ellen de Jong ·
: Matjike Barth ·
: Ingrid van Koppen ·
: Diane van Gelderen ·
: Mieke Pottuit ·
: Miep van Beek ·
: Nellie Martens ·
: Marion Reinders ·
: Marjo Smeets · Coach: Jan Alma

### Belangrijke speelsters
Meest waardevolle speelster
- Estavana Polman (middenopbouw), wereldkampioenschap 2019
- Nycke Groot (middenopbouw), Europees kampioenschap 2016

Best verdedigende speler
- Kelly Dulfer, Europees kampioenschap 2018

All-Star Team speelsters
- Pearl van der Wissel (linkeropbouw), wereldkampioenschap 2005
- Tess Wester (keeper), wereldkampioenschap 2015, wereldkampioenschap 2019
- Nycke Groot (middenopbouw), Europees kampioenschap 2016
- Yvette Broch (cirkelloper), Europees kampioenschap 2016, wereldkampioenschap 2017
- Lois Abbingh (linkeropbouw), wereldkampioenschap 2017
- Estavana Polman (middenopbouw), wereldkampioenschap 2019

Topscoorders
- Lois Abbingh, wereldkampioenschap 2019 (71 goals)

Top keepers
- Tess Wester, wereldkampioenschap 2015 (43%)

### Individuele spelersrecords

#### Meeste interlands
Alle speelsters met 100+ interlands:
|     | Naam                                | Positie       | Carrière   | Interlands | Doelpunten |
| --- | ----------------------------------- | ------------- | ---------- | ---------- | ---------- |
| 1.  | Laura Robben                        | Keeper        | 1982-1998  | 320        | 10         |
| 2.  | Diane Lamein                        | Middenopbouw  | 1996-2012  | 302        | 623        |
| 3.  | Laura van der Heijden               | Rechteropbouw | 2007-heden | 297        | 875        |
| 4.  | Monique Feijen                      | Linkerhoek    | 1994-2008  | 246        | 591        |
| 5.  | Carla Kleintjens                    | Rechterhoek   | 1982-1994  | 225        | 756        |
| 6.  | Pearl van der Wissel                | Linkeropbouw  | 1999-2017  | 217        | 560        |
| 7.  | Diane Roelofsen-Ordelmans           | Cirkelloper   | 1994-2005  | 212        | 300        |
| 8.  | Natasja Burgers                     | Rechteropbouw | 1993-2006  | 209        | 559        |
| 9.  | Debbie Bont                         | Rechterhoek   | 2009-heden | 206        | 407        |
| 10. | Olga Assink                         | Cirkelloper   | 1995-2005  | 203        | 954        |
| 11. | Marieke van der Wal                 | Keeper        | 2000-2016  | 196        | 0          |
| 12. | Danick Snelder                      | Cirkelspeler  | 2009-heden | 187        | 447        |
| 13. | Lois Abbingh                        | Linkeropbouw  | 2009-heden | 181        | 794        |
| 14. | Angela Malestein                    | Rechterhoek   | 2009-heden | 177        | 450        |
| 15. | Saskia Mulder                       | Rechterhoek   | 1994-2007  | 176        | 627        |
| 16. | Jokelyn Tienstra                    | Keeper        | 1997-2007  | 175        | 2          |
| 17. | Silvia Hofman                       | Opbouw        | 1997-2010  | 169        | 321        |
| 18. | Martine Hekman                      | Middenopbouw  | 1993-2002  | 167        | 267        |
| 18. | Wendy Kerssens                      |               | 1985-1992  | 162        |            |
| 20. | Estavana Polman                     | Linkeropbouw  | 2010-heden | 158        | 566        |
| 21. | Kelly Dulfer                        | Middenopbouw  | 2013-heden | 152        | 223        |
| 22. | Jessy Kramer                        | Linkeropbouw  | 2007-heden | 151        | 110        |
| 23. | Nycke Groot                         | Middenopbouw  | 2004-2021  | 150        | 450        |
| 24. | Carla ten Velde                     |               | 1978-1988  | 148        |            |
| 25. | Ursula Dekeling                     |               | 1982-1990  | 148        | 405        |
| 26. | Nicole Heuwekemeijer                | Linkeropbouw  | 1994-2002  | 144        | 432        |
| 27. | Maura Visser                        | Middenopbouw  | 2005-2018  | 139        | 450        |
| 28. | Jolanda de Kok                      |               | 1989-1995  | 132        | 364        |
| 29. | Elly-An de Boer                     | Middenopbouw  | 1997-2005  | 132        | 318        |
| 30. | Heidi Veltmaat                      |               | 1994-2000  | 126        |            |
| 31. | Martine Smeets                      | Linkerhoek    | 2012-2021  | 123        | 205        |
| 32. | Tess Wester                         | Keeper        | 2012-heden | 122        | 10         |
| 32. | Debbie Klijn                        | Keeper        | 1993-2010  | 122        | 1          |
| 34. | Joyce Hilster                       | Linkerhoek    | 2003-2012  | 121        | 263        |
| 35. | Renata Erkelens                     | Rechterhoek   | 1994-1999  | 119        |            |
| 36. | Yvette Broch                        | Cirkelspeler  | 2010-2021  | 118        | 303        |
| 37. | Hanneke van Eyl                     |               | 1980-1999  | 118        | 312        |
| 38. | Hannie de Kok                       |               | 1973-1983  | 111        | 332        |
| 39. | Marieke van Linder                  |               | 1992-1999  | 111        |            |
| 40. | Willemijn Karsten                   | Opbouw        | 2004-1912  | 109        | 124        |
| 41. | Diana Niemantsverdriet-Van Gelderen |               | 1978-1986  | 105        |            |
| 42. | Lynn Knippenborg                    | Middenopbouw  | 2012-heden | 104        | 128        |
| 43. | Cecile Leenen                       |               | 1982-1988  | 103        | 296        |
| 44. | Monique Geitz                       |               | 1983-1990  | 102        |            |

Laatst bijgewerkt: 17 juli 2021

#### Meeste doelpunten
Alle speelsters met 250+ doelpunten:
|     | Naam                                | Carrière   | Doelpunten | Interlands | Doelpunt/Interland |
| --- | ----------------------------------- | ---------- | ---------- | ---------- | ------------------ |
| 1.  | Olga Assink                         | 1995-2005  | 954        | 203        | 4,69               |
| 2.  | Laura van der Heijden               | 2007-heden | 875        | 297        | 3,05               |
| 3.  | Lois Abbingh                        | 2009-heden | 794        | 181        | 4,50               |
| 4.  | Carla Kleintjens                    | 1982-1994  | 756        | 225        | 3,36               |
| 5.  | Saskia Mulder                       | 1994-2007  | 627        | 176        | 3,56               |
| 6.  | Diane Lamein                        | 1996-2012  | 623        | 302        | 2,06               |
| 7.  | Monique Feijen                      | 1994-2008  | 591        | 246        | 2,40               |
| 8.  | Estavana Polman                     | 2010-heden | 566        | 158        | 3,79               |
| 9.  | Pearl van der Wissel                | 1999-2017  | 560        | 221        | 2,58               |
| 10. | Natasja Burgers                     | 1993-2006  | 559        | 209        | 2,67               |
| 11. | Nycke Groot                         | 2004-2021  | 450        | 143        | 3,15               |
| 12. | Maura Visser                        | 2005-2018  | 450        | 139        | 3,24               |
| 13. | Angela Malestein                    | 2009-heden | 450        | 177        | 2,32               |
| 14. | Danick Snelder                      | 2009-heden | 447        | 187        | 2,39               |
| 15. | Nicole Heuwekemeijer                | 1994-2002  | 432        | 144        | 3,00               |
| 16. | Debbie Bont                         | 2009-heden | 407        | 206        | 1,96               |
| 17. | Ursula Dekeling                     | 1982-1990  | 405        | 148        | 2,73               |
| 18. | Jolanda de Kok                      | 1989-1995  | 364        | 132        | 2,75               |
| 19. | Hannie de Kok                       | 1973-1983  | 332        | 111        | 2,99               |
| 20. | Silvia Hofman                       | 1997-2010  | 321        | 169        | 1,90               |
| 21. | Elly-An de Boer                     | 1997-2005  | 318        | 132        | 2,41               |
| 22. | Irina Pušić                         |            | 312        | 91         | 3,43               |
| 23. | Hanneke van Eyl                     | 1980-1987  | 312        | 118        | 2,64               |
| 24. | Diana Mouton                        |            | 307        | 90         | 3,41               |
| 25. | Yvette Broch                        | 2010-2021  | 303        | 118        | 2,51               |
| 26. | Diane Roelofsen-Ordelmans           | 1994-2005  | 300        | 212        | 1,42               |
| 27. | Cecile Leenen                       | 1982-1988  | 296        | 103        | 2,87               |
| 28. | Christa Thorsen-Van de Vorstenbosch |            | 268        | 87         | 3,08               |
| 29. | Martine Hekman                      | 1993-2002  | 267        | 167        | 1,59               |
| 30. | Joyce Hilster                       | 2003-2012  | 263        | 121        | 2,17               |

Laatst bijgewerkt: 5 oktober 2022 

#### Meeste doelpunten in één wedstrijd
Alle speelsters met 10+ doelpunten in één wedstrijd:
| Doelpunten | Naam                                | Datum      | Plaats                | Wedstrijd                | Resultaat            |
| ---------- | ----------------------------------- | ---------- | --------------------- | ------------------------ | -------------------- |
| 18         | Bo van Wetering                     | 11.12.2021 | Castellón de la Plana | Kazachstan - Nederland   | 15:61 (09:27)        |
| 14         | Saskia Mulder                       | 05.12.1999 | Stavanger             | Wit-Rusland - Nederland  | 24:29 (13:13)        |
| 14         | Lois Abbingh                        | 13.12.2017 | Maagdenburg           | Nederland - Tsjechië     | 30:26 (17:16)        |
| 13         | Olga Assink                         | 15.05.1998 | Rotterdam             | Nederland - België       | 32:18 (12:05)        |
| 13         | Olga Assink (2)                     | 06.11.2002 | Bergen                | Denemarken - Nederland   | 27:27 (17:11)        |
| 13         | Dione Housheer                      | 11.12.2021 | Castellón de la Plana | Kazachstan - Nederland   | 15:61 (09:27)        |
| 12         | Olga Assink (3)                     | 23.10.2003 | Rotterdam             | Nederland - Zweden       | 34:30 (18:16)        |
| 12         | Saskia Mulder (2)                   | 03.06.2007 | Rotterdam             | Nederland - Kroatië      | 24:27 (14:11)        |
| 11         | Ursula Dekeling                     | 15.12.1987 | Veliko Tărnovo        | Ivoorkust - Nederland    | 16:25 (06:11)        |
| 11         | Jeanette Wouters                    | 17.06.1990 | Loures                | Angola - Nederland       | 19:23 (10:11)        |
| 11         | Nicole Heuwekemeijer                | 27.04.1997 | Moskou                | Rusland - Nederland      | 27:25 (14:13)        |
| 11         | Olga Assink (4)                     | 14.06.1998 | Leganés               | Spanje - Nederland       | 24:21 (12:11)        |
| 11         | Olga Assink (5)                     | 06.12.2002 | Århus                 | Frankrijk - Nederland    | 25:24 (11:12)        |
| 11         | Estavana Polman                     | 04.12.2011 | Barueri               | Australië - Nederland    | 15:53 (06:27)        |
| 11         | Lois Abbingh (2)                    | 02.06.2013 | Rotterdam             | Nederland - Rusland      | 26:27 (16:10)        |
| 11         | Lois Abbingh (3)                    | 21.03.2015 | Arnhem                | Nederland - Slowakije    | 29:26 (20:13)        |
| 11         | Lois Abbingh (4)                    | 02.12.2019 | Kumamoto              | Angola - Nederland       | 28:35 (12:17)        |
| 11         | Angela Malestein                    | 03.12.2019 | Kumamoto              | Nederland - Cuba         | 51:23 (22:11)        |
| 11         | Lois Abbingh (5)                    | 11.12.2019 | Kumamoto              | Nederland - Zuid-Korea   | 40:33 (23:16)        |
| 10         | Cecile Leenen                       | 14.12.1987 | Veliko Tărnovo        | Spanje - Nederland       | 21:25 (11:13)        |
| 10         | Carla Kleintjens                    | 19.10.1990 | Schiedam              | Nederland - Roemenië     | 19:25 (08:12)        |
| 10         | Christa Thorsen-Van de Vorstenbosch | 13.03.1991 | Cassano Magnago       | België - Nederland       | 08:24 (05:14)        |
| 10         | Diana Mouton                        | 23.10.1992 | Schiedam              | Nederland - Rusland      | 21:23 (09:10)        |
| 10         | Jolanda De Kok                      | 14.11.1993 | Emmen                 | Nederland - Azerbeidzjan | 22:19 (12:05)        |
| 10         | Petra van Vliet                     | 11.06.1995 | Gyula                 | Slovenië - Nederland     | 20:18 (11:11)        |
| 10         | Nicole Heuwekemeijer (2)            | 08.06.1998 | Amsterdam             | Nederland - Tsjechië     | 29:16 (11:08)        |
| 10         | Olga Assink (6)                     | 18.10.1998 | Diyarbakir            | Turkije - Nederland      | 25:30 (11:17)        |
| 10         | Olga Assink (7)                     | 07.12.2002 | Århus                 | Oekraïne - Nederland     | 28:26 (17:14)        |
| 10         | Olga Assink (8)                     | 21.10.2003 | Rotterdam             | Nederland - Portugal     | 28:20 (14:10)        |
| 10         | Olga Assink (9)                     | 29.11.2003 | Móstoles              | Spanje - Nederland       | 20:24 (09:14)        |
| 10         | Pearl van der Wissel                | 22.10.2004 | Rotterdam             | Nederland - Zweden       | 30:29 (12:15, 26:26) |
| 10         | Maura Visser                        | 05.12.2004 | Parijs                | Spanje - Nederland       | 29:23 (13:10)        |
| 10         | Diane Lamein                        | 02.11.2006 | Rotterdam             | Nederland - Portugal     | 20:34 (09:18)        |
| 10         | Arjenne Paap                        | 25.11.2006 | Rotterdam             | Nederland - Portugal     | 34:31 (18:16)        |
| 10         | Maura Visser (2)                    | 30.11.2008 | Emmen                 | Nederland - Litouwen     | 37:27 (22:13)        |
| 10         | Nycke Groot                         | 25.09.2010 | Rotterdam             | Nederland - Brazilië     | 27:26 (12:13)        |
| 10         | Maura Visser (3)                    | 07.12.2010 | Larvik                | Oekraïne - Nederland     | 13:25 (08:13)        |
| 10         | Lois Abbingh (6)                    | 04.12.2011 | Barueri               | Australië - Nederland    | 15:53 (06:27)        |
| 10         | Lois Abbingh (7)                    | 25.05.2012 | Guadalajara           | Kroatië - Nederland      | 28:29 (12:14)        |
| 10         | Estavana Polman (2)                 | 10.12.2014 | Varaždin              | Zweden - Nederland       | 30:30 (14:14)        |
| 10         | Nycke Groot (2)                     | 17.12.2014 | Zagreb                | Frankrijk - Nederland    | 20:18 (07:09)        |
| 10         | Estavana Polman (3)                 | 26.11.2015 | Gjøvik                | Zweden - Nederland       | 31:27 (18:16)        |
| 10         | Sanne van Olphen                    | 28.11.2015 | Gjøvik                | Noorwegen - Nederland    | 31:28 (16:15)        |
| 10         | Lois Abbingh (8)                    | 03.12.2019 | Kumamoto              | Nederland - Cuba         | 51:23 (22:11)        |

Laatst bijgewerkt: 12 december 2021

#### Bondcoaches statistieken

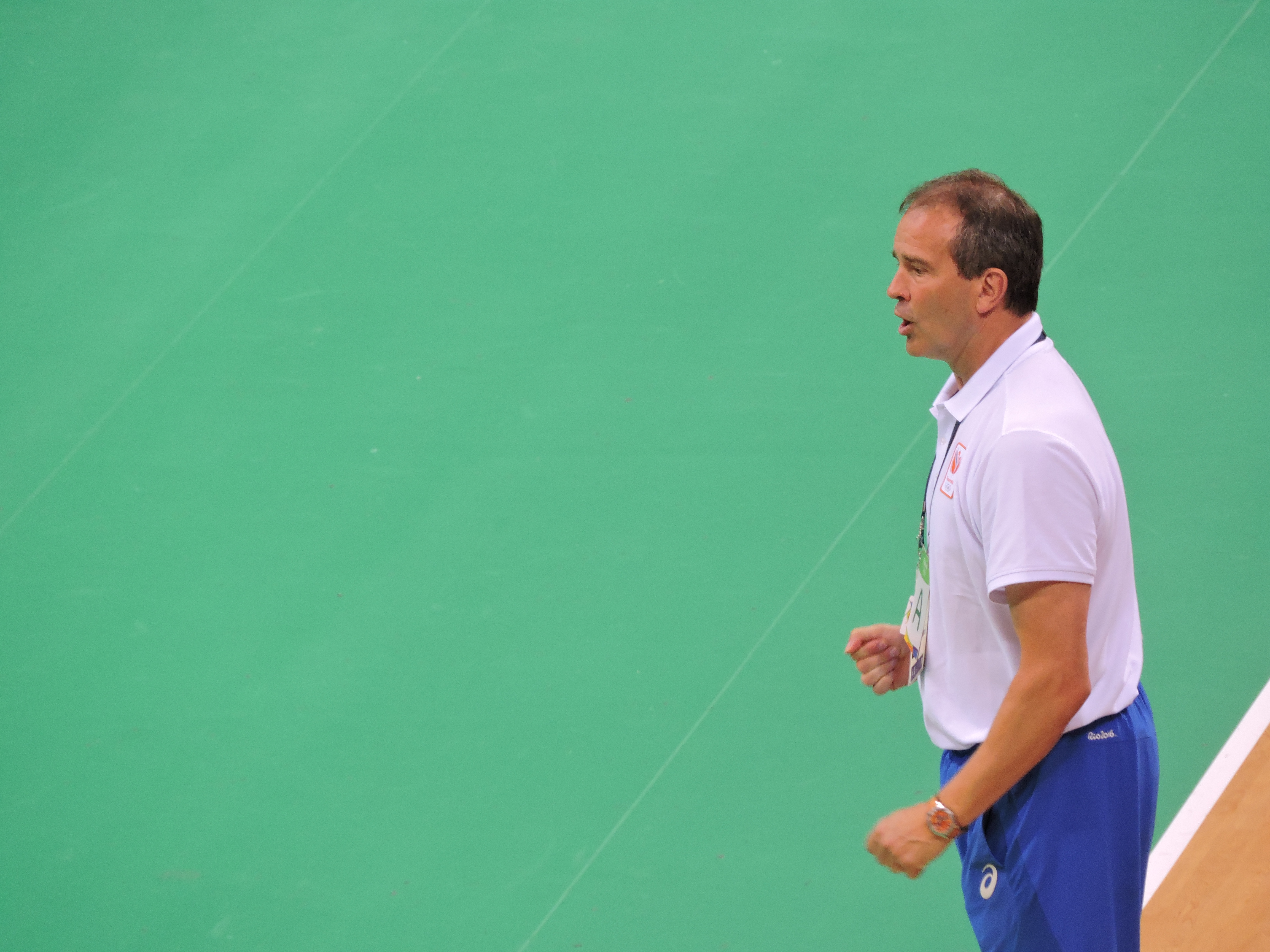
Henk Groener als bondscoach tijdens de Olympische Zomerspelen 2016

Hieronder alle statistieken van de bondcoaches:
| Coach                | Jaren          | W-G-V      | Perc.   | W-G-V kamp. | Perc. kamp. |
| -------------------- | -------------- | ---------- | ------- | ----------- | ----------- |
| Bert Bouwer          | 1990-03        | 108-13-144 | 43,21%  | 25-2-30     | 45,61%      |
| Henk Groener         | 2009-15        | 61-9-49    | 55,04%  | 27-3-22     | 54,81%      |
| Ton van Linder       | 1987-92        | 48-8-75    | 39,69%  | 10-0-13     | 43,48%      |
| Sjors Röttger        | 2003-08        | 46-6-39    | 53,85%  | 14-1-10     | 58,00%      |
| Jan Kecskeméthy      | 1982-86        | 23-2-61    | 27,91%  | 4-1-10      | 30,00%      |
| Helle Thomsen        | 2016-18        | 21-0-5     | ?       | 12-0-4      | ?           |
| Emmanuel Mayonnade   | 2018-21        | 21-0-13    | ?       | 14-0-9      | ?           |
| Jan Alma             | 1973-74, 76-78 | 11-3-37    | 24,51%  | 5-1-10      | 34,38%      |
| Ilona Venema-Ignácz  | 1979-81        | 10-4-31    | 26,67%  | 2-0-4       | 33,33%      |
| Olaf Schimpf         | 2003-04        | 9-1-8      | 52,78%  | 0-1-1       | 25,00%      |
| Monique Tijsterman   | 2021           | 8-1-2      | ?       | 4-1-1       | ?           |
| Jaroslav Mraz        | 1968-71        | 8-3-22     | 28,79%  | 1-0-3       | 25,00%      |
| Jo Gerris            | 1971-73        | 6-1-13     | 32,50%  | 0-0-2       | 0,00%       |
| George van Noesel    | 1975-76, 84    | 6-0-3      | 66,67%  |             |             |
| Jan Kloen            | 1961-66, 68    | 5-0-12     | 29,41%  | 0-0-4       | 0,00%       |
| Heinz Henneberg      | 1974-75        | 4-1-3      | 56,25%  | 0-1-1       | 25,00%      |
| Jan Tuik             | 1986           | 2-2-10     | 21,43%  |             |             |
| Kari Aagaard         | 2003           | 2-0-2      | 50,00%  | 1-0-1       | 50,00%      |
| Paul Broere          | 1960           | 1-0-0      | 100,00% |             |             |
| Katerina Andryushina | 2021           | 1-0-0      | 100,00% |             |             |
| Per Johansson        | 2022-heden     | 1-0-0      | ?       |             |             |
| Toon Wijdeveld       | 1956-57        | 0-0-2      | 0,00%   |             |             |
| Simon Flendrie       | 1979           | 0-0-7      | 0,00%   |             |             |

Laatst bijgewerkt: 31 januari 2021 

## Onderscheidingen
- Sportploeg van het jaar (Nederland): 2019